# Kawanishi H8K
A Kawanishi H8K a császári japán flotta egy nagy repülőcsónakja volt a második világháború idején. A haditengerészetnél járőrszolgálatot teljesített. A szövetségeseknél kódneve Emily volt.

## Tervezés és fejlesztés
1938-ban, amikor a típus elődjét, a Kawanishi H6K-t hadrendbe állították, a japán haditengerészet rendelést adott egy nehezebb és nagyobb hatótávolságú járőr repülőgépre, a haditengerészet kísérleti 13-Shi típusjel alatti repülőcsónakra. Az eredmény egy nagy vállszárnyas konstrukció lett, melyet széles körben a háború legjobb repülőcsónakjának tartottak. Ezzel szemben a fejlesztés nehézkesen indult, mivel a prototípus rettenetesen viselkedett a vízen. A hajótest mélyítése, az alsó siklófelület áttervezése és további áramlásterelő uszonyok alkalmazása a gép orrán helyrehozta a gép viselkedését. 1941-ben további két prototípust építettek a vizsgálatok elvégzése céljából.
A császári japán flotta légi szolgálata a H8K1 gépből 14 példány gyártását rendelte meg, ami a haditengerészetnél „2. repülőcsónak, 11. modell” kódnév alatt szerepelt.
Hamarosan elkészült a továbbfejlesztett H8K2 változat, melynek különösen erős fegyverzetét komolyan respektálták a szövetséges repülők. A H8K2 elődjénél erősebb motorokkal lett felszerelve, kissé erősebb fegyverzettel és megnövelt üzemanyag kapacitással rendelkezett. Ebből a legelterjedtebb változatból 112 épült meg. H8K2–L jelöléssel 36 darab 62 fős légideszantot szállító variánst is legyártottak. Ezt a gépet Seiku néven is ismerték. Erről a gépről a védőfegyverzetet eltávolították. A férőhelyek növelése céljából a törzs belső benzintartályait eltávolították, így hatótávolsága csökkent.

## Szolgálatban

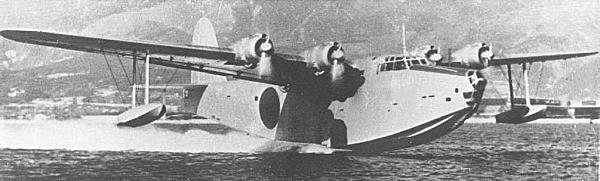
Kawanishi H8K (Emily) felszállás közben

A H8K gyártása 1941-ben kezdődött, első bevetésére 1942. március 4-én került sor, amikor két gép a Marshall-szigetekről felszállva felderítő repülést és bombatámadást végzett Hawaii felett. A gépek 3100 km megtétele után leszálltak a Hawaiitól 880 km-re fekvő French Frigate atollnál, ahol egy tengeralattjárótól üzemanyagot vettek fel, majd tovább repültek. Az küldetés végül a felhős idő miatti rossz látási viszonyok következtében sikertelenül végződött, ahogy az amerikai vadászgépek akciója is, akik a földi radarállomás jelzése alapján keresték az ellenséget. A két gép találomra ledobta bombáit és sértetlenül tért vissza támaszpontjára. Ez az akció volt a két gép által végrehajtott leghosszabb bevetés és a legnagyobb távolságra tervezett bombatámadás kísérő vadászgépek nélkül.
A sokoldalú H8K2 gépeket járőrözésre, felderítésre, bombázásra és katonai szállításra használták a csendes-óceáni hadműveleteknél.

## Műszaki adatok (Kawanishi H8K2)

Kawanishi H8K3

## Változatok

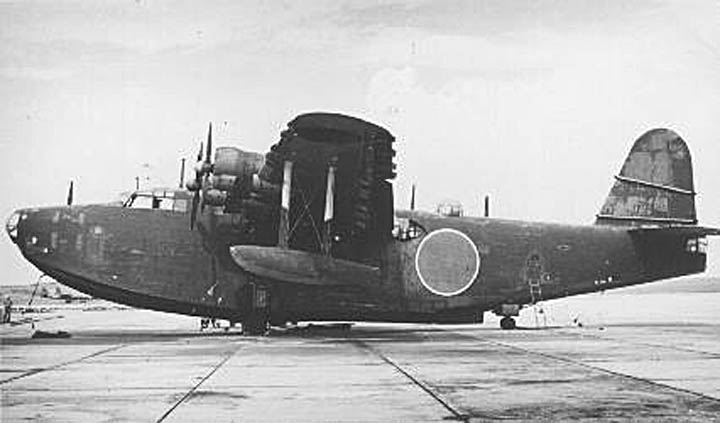
A Kawanishi H8K repülőcsónak szárazon

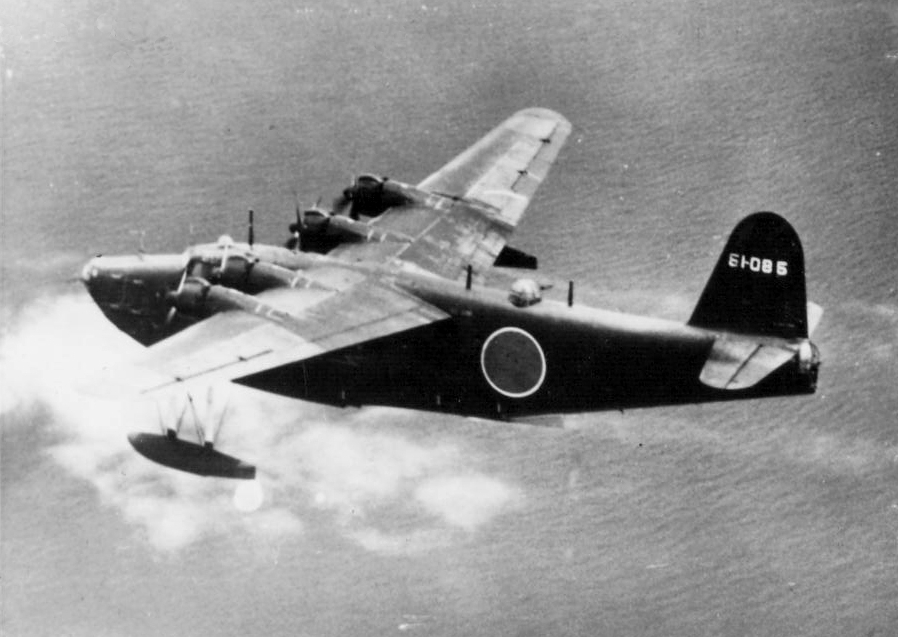
Egy H8K repülés közben, mielőtt egy amerikai Consolidated PB4Y–2 Privateer lelőtte 1944. július 2-án

H8K1 prototípus
Egy kísérleti és két vizsgálati gép.
H8K1 (a haditengerészet 2. repülőcsónakja, 11. modell)
a típus első hadrendbe állított változata, 14 készült el.
H8K1-L
az első prototípus átnevezése, azután szállító géppé alakították át.
H8K2 (a haditengerészet 2. repülőcsónakja, 12. modell)
Erősebb motorral és fegyverzettel, radarral felszerelve. 112 készült belőle.
H8K2-L Seiku ("Tiszta ég") (a haditengerészet 2. szállító repülőcsónakja, 32. modell)
A H8K1 szállító változata. A felfegyverzett példányokon két 20 mm-es 99. típusú géppuska, 29-64 utas volt. 36 példányt gyártottak.
H8K3 (a haditengerészet 2. repülőcsónakja, 22. modell)
Kísérleti változat, módosított H8K2. Behúzható szárnyvégi úszókkal, kitolható oldalsó géppuskák a buborék alakú lőállások helyett, behúzható hátsó géppuska torony, mindez a sebesség növelése céljából. 2 prototípus épült.
H8K4 (a haditengerészet 2. repülőcsónakja, 23. modell)
H8K3 új 1825 LE teljesítményű Mitsubishi Kasei 25b motorral, 2 példány korábbi típusból átalakítva.

## Műszaki adatok (Kawanishi H8K2)[12]
- Személyzet: 10 fő

### Méretek
- Hossz: 28,15 m
- Fesztáv: 38,00 m
- Magasság: 9,15 m
- Szárnyfelület: 160 m²

### Tömeg
- Üres tömeg: 18 380 kg
- Terheléssel: 24 500 kg
- Legnagyobb tömeg felszálláskor: 32 500 kg

### Hajtómű
- Típusa: 4 x Mitsubishi Kasei 22 csillagmotor négyágú légcsavarral
- Teljesítmény: 1380 kW, (1850 LE)

### Repülési teljesítmények
- Legnagyobb sebesség:  465 km/h
- Hatótáv: 7150 km
- Csúcsmagasság: 8760 m
- Emelkedési sebesség: 8,1 m/s
- Felületi terhelés: 153 kg/m²
- Teljesítmény/tömeg: 0,22 kW/kg

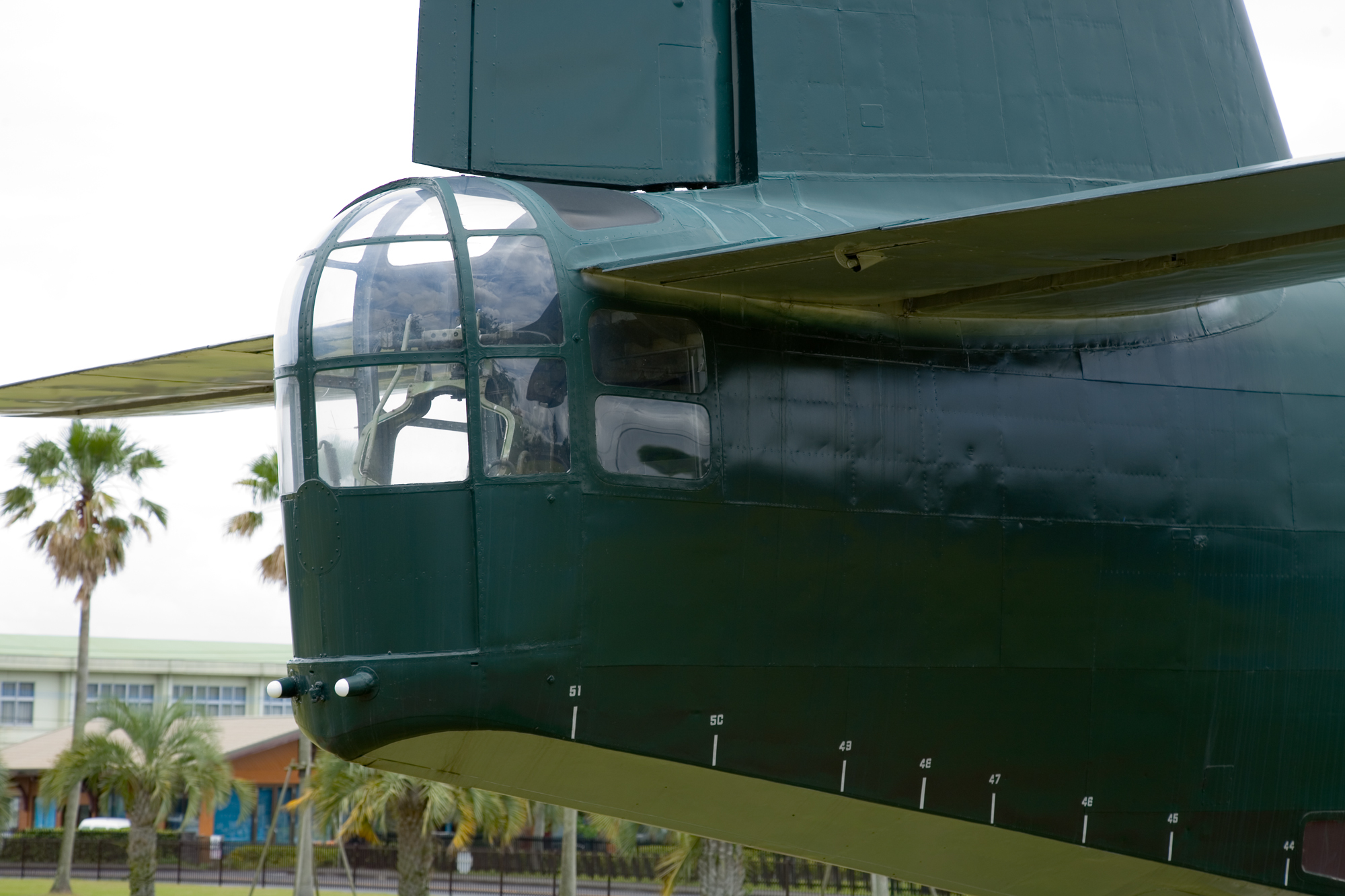
A faroklövész kabinja (géppuska nélkül)

### Fegyverzet
- 5 × 20 mm 99 típusú gépágyú
- 5 × 7,7 mm 97 típusú géppuska
- 2 × 800 kg torpedó vagy 1000 kg bomba, mélységi bomba